# San Girolamo penitente (Lotto Parigi)

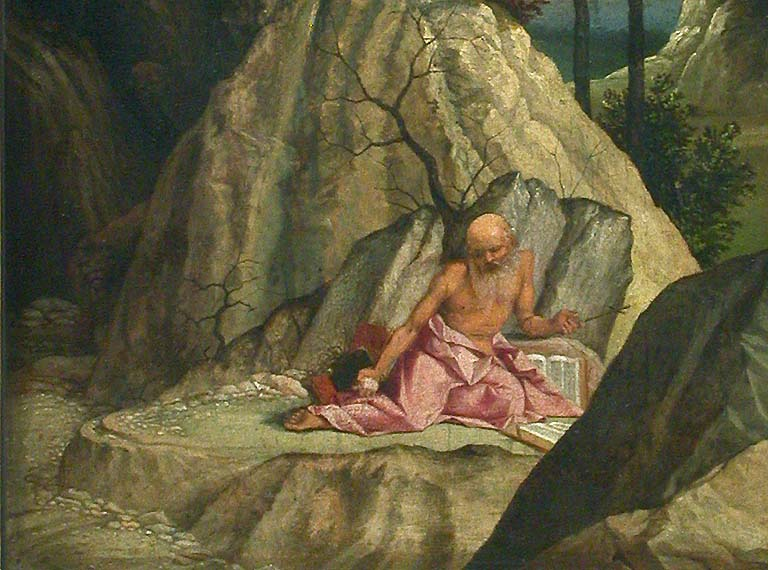
Dettaglio

San Girolamo penitente è un dipinto a olio su tavola (48x40 cm) di Lorenzo Lotto, databile al 1506 circa e conservato nel Museo del Louvre a Parigi. L'opera è firmata ("Lotus") e datata, ma l'ultima cifra ("150.") è illeggibile.

## Storia
L'opera viene tradizionalmente riferita al periodo trevigiano dell'artista, magari commissionata dal vescovo Bernardo de' Rossi come tavola per la devozione personale. Un inventario del 1510 dimostra infatti che il prelato possedesse un San Girolamo, ma non è possibile stabilire con certezza che si tratti di questa opera. Tra le varie ipotesi si è anche pensato che la tavola fosse il coperto di un ritratto, però senza riscontri documentabili.
La storia sicuramente nota del dipinto ha inizio solo nel 1814, quando era nelle collezioni del cardinale Fesch.

## Descrizione e stile
San Girolamo fu oggetto di frequente devozione durante il Rinascimento, quale modello di sapienza cristiana e ascesi, in cui si riconoscevano gli intellettuali umanisti. A Venezia ad esempio l'iconografia del San Girolamo penitente venne usata almeno due volte da Giovanni Bellini e quattro da Lotto.
Il San Girolamo del Lotto viene di solito messo in relazione a una stampa di Dürer del 1496, dallo schema compositivo simile, e anche la colorazione, intonata a cupi toni crepuscolari, accesi dai bagliori nella vegetazione inquietante e incombente, rimanda all'influenza della scuola del Danubio. Il santo è infatti immerso in un paesaggio aspro e disabitato, tra ripidi speroni rocciosi, movimentando la composizione lungo linee diagonali. A modelli tedeschi si rifanno anche l'attenzione minuziosa al dettaglio e il senso grafico delle superfici rocciose, tratteggiate finemente.
Il santo, avvolto solo da un telo rosato, regge con una mano il crocifisso e con l'altro la pietra con cui era solito battersi il petto in segno di penitenza. Vicino a lui sta anche un libro, simbolo della sua traduzione della Vulgata, mentre il tipico leone addomesticato si affaccia mansueto a sinistra, nell'ombra.
Pietro Zampetti ha inserito l'opera nella mostra di Lorenzo Lotto a Palazzo Ducale del 1953. Nel catalogo edito per l'occasione ha avuto modo di scrivere: «Si tratta di un'opera di eccezionale interesse per quel vivo senso della natura, (...); una natura davvero importante, nella quale il santo anacoreta è immerso anima e corpo fin quasi a diventarne vivo ed inscindibile elemento».

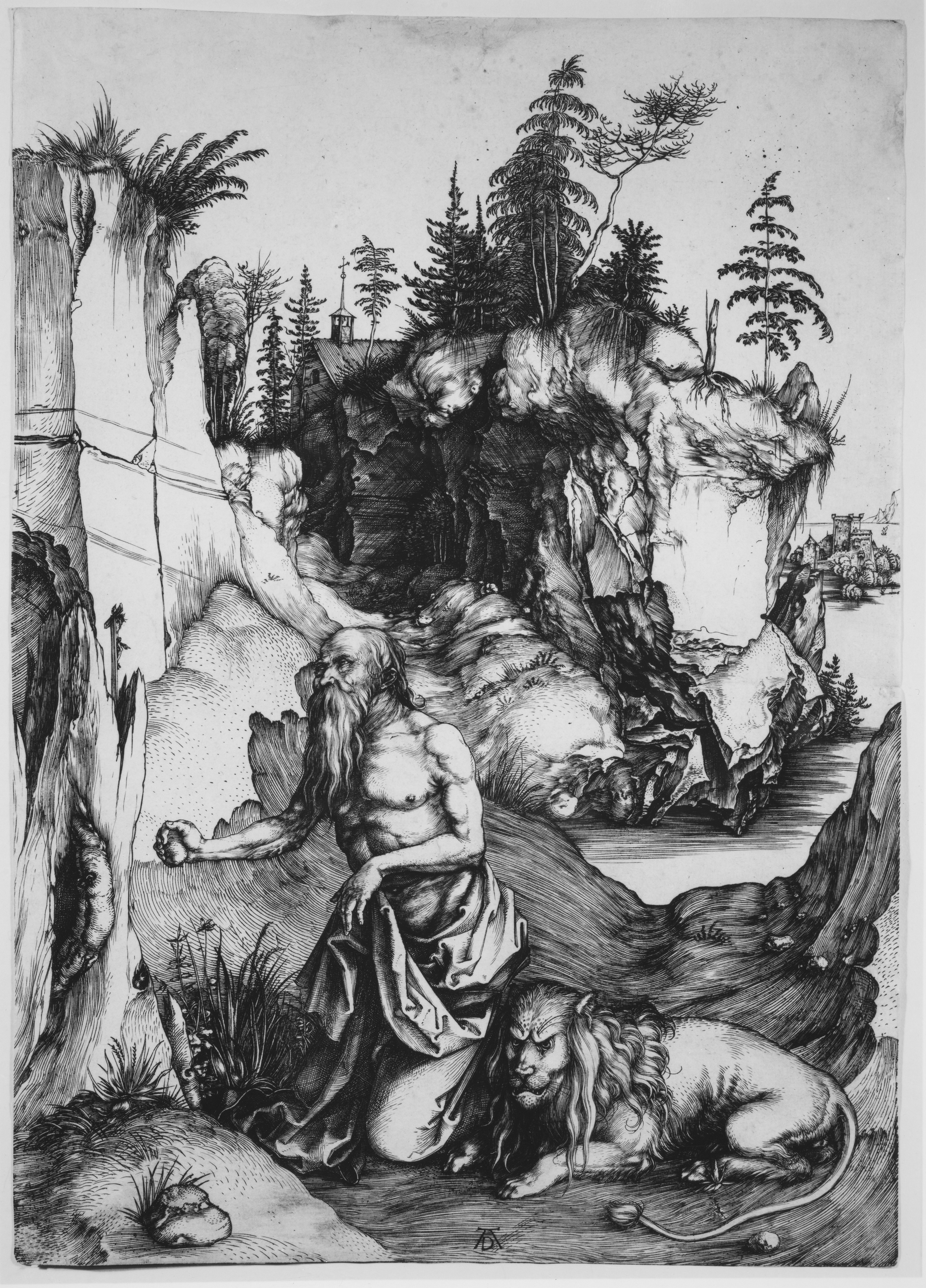
Dürer, San Girolamo penitente, 1496